# Målsägande
Målsägande (även målsägare) är den mot vilken ett brott är begånget eller som blivit förnärmad eller lidit skada av brottet. Under äldre medeltid var begreppet "saksökande".
Den rätt till skadestånd (enskilt anspråk) som tillkommer målsäganden kan göras gällande i samband med att allmän åklagare åtalar gärningsmannen vid allmän domstol. Målsäganden kan även biträda åklagarens åtal, varmed målsäganden ges en självständig rätt att överklaga domen även i skuldfrågan. Om åklagaren beslutar att inte väcka allmänt åtal har målsäganden rätt att åtala brottet själv inom ramen för enskild talan. I vissa fall är åtalsrätten förbehållen målsäganden ensam (målsägandebrott). När det gäller vissa brott får allmän åklagare inte väcka åtal utan målsägandens medgivande.
Målsäganden skall underrättas om att åklagaren under vissa förutsättningar kan föra talan om enskilt anspråk i anledning av brott och om möjligheterna att få ersättning enligt brottsskadelagen (2014:322). I samband med detta bör också på lämpligt sätt upplysning lämnas om de regler som gäller för handläggningen av sådana anspråk. 
Är brottet sådant att det kan komma i fråga att förordna målsägandebiträde enligt lagen (1988:609) om målsägandebiträde eller att meddela kontaktförbud enligt lagen (1988:688) om kontaktförbud, skall målsäganden så snart som möjligt underrättas om de regler som gäller för förordnande av målsägandebiträde eller meddelande av besöksförbud.
Målsäganden skall ges information om reglerna om stödperson i 20 kap. 15 § och 23 kap. 10 § rättegångsbalken, om möjligheterna att få rättshjälp och rådgivning enligt rättshjälpslagen (1996:1619) samt om vilka myndigheter, organisationer och andra som kan lämna stöd och hjälp.
Målsäganden skall tillfrågas om han eller hon vill bli underrättad om beslut om att förundersökning inte skall inledas eller att en inledd förundersökning skall läggas ned, beslut om att åtal inte skall väckas, tidpunkt för huvudförhandling i målet samt dom i målet. Om en gripen, anhållen eller häktad person avviker, skall målsäganden underrättas, om det behövs. Så snart åtal har beslutats skall målsäganden underrättas om beslutet.
Läggs en förundersökning ned eller beslutas att åtal inte ska väckas, ska den som hörts som skäligen misstänkt för brottet underrättas. Beslutas att förundersökning inte ska inledas eller att en inledd förundersökning ska läggas ned eller att åtal inte ska väckas, ska underrättelse ske till målsägande som angett brottet eller anmält enskilt anspråk i anledning av brottet eller begärt att bli underrättad. Har den som övertagit målsägandens anspråk gjort anmälan om enskilt anspråk, ska även han underrättas.